# 성 주류화
성 주류화(Gender mainstreaming)는 공공정책에 있어 어떤 부분에 있어서도 입법, 추진 및 모든 수준에 있어서 양성에 관련된 함의를 반영하는 것을 일컫는다. 양성 모두에 있어서 다양성을 중시하는 방법을 다방면에서 추구하고자 한다.
성 주류화의 개념은 1985년 케냐 나이로비에서 열린 제3차 세계여성대회에서 처음 제창됐고 이후 국제연합 개발그룹(United Nations development community)에 반영됐다. 공식적으로는 4차 세계여성대회(베이징) 때 주요 의제로 다뤄졌으며 베이징 행동강령(Beijing Platform for Action: BPoA)의 기반이 됐다
정부와 모든 주체는 모든 정책 및 프로그램의 결정과 실행 평가의 각 수준에서 양성 차별과 양성에 미치는 영향을 분석하여 여성과 남성 모두의 이해와 경험을 반영하여야 한다.
사회학적 성의 관점에서 정책을 입안하고 추진할 때 모든 수준에서 양성에 미칠 영향을 고려하는 것을 말한다. 즉, 양성 모두의 경험과 관심사 등을 통합적인 관점에서 계획, 이행, 감시 및 평가하여 추진해 나간다는 것이다. 최종적인 목적은 양성평등을 달성하는 데 있다.

## 같이 보기
- 여성주의 경제학
- 성 권한 척도